# 1789 + 0
1789 + 0 är en låt av det svenska proggbandet Hoola Bandoola Band, skriven av medlemmen Mikael Wiehe. Låten återfinns på albumet Vem kan man lita på? från 1972. Den är även med på CD-versionen av samlingsalbumet Hoola Bandoola Band 1971–1976. "1789 + 0" är komponerad i tonarten D moll.
Låtens text säger att medan den rikes barn blir feta, dör den fattiges barn av svält – och friheten för den lame är att gå dit han vill. Den 9 mars 1972, kort innan Hoola Bandoola Band skulle framföra låten på SVT, sade Wiehe: "Den är ett försök att göra en låt över parollerna från franska revolutionen, 1789, frihet, jämlikhet och broderskap. Det verkar inte som vi hade kommit så hemskt långt, sen dess. 1789+0."

## Musiker
- Björn Afzelius – sång
- Mikael Wiehe – elgitarr, bakgrundssång
- Peter Clemmedson – elgitarr
- Povel Randén – trombon
- Arne Franck – bas
- Per-Ove Kellgren – trummor